# Сада (приток Бугаевского Шара)
Сада — река в России, течёт по территории Усть-Цилемского района Республики Коми. Устье реки находится в 4 км по левому берегу протоки Печоры Бугаевский Шар. Длина реки составляет 11 км.

## Данные водного реестра
По данным государственного водного реестра России относится к Двинско-Печорскому бассейновому округу, водохозяйственный участок реки — Печора от водомерного поста Усть-Цильма и до устья, речной подбассейн реки — бассейны притоков Печоры ниже впадения Усы. Речной бассейн реки — Печора.
Код объекта в государственном водном реестре — 03050300212103000081038.